# Filmografia de Sophia Lillis
Sophia Lillis (Nova Iorque, 13 de fevereiro de 2002) é uma atriz estadunidense. Residente do bairro nova-iorquino, Brooklyn, Lillis é conhecida principalmente pelos seus trabalhos em It (2017); sua sequência, It Chapter Two (2019); seu papel como Sydney Novak, na série Original Netflix, I Am Not Okay With This (2020) e sua aparição na minissérie Sharp Objects (2018), da HBO.

## Filmografia

### Filmes

#### Longas-metragens
| Ano  | Título                              | Papel            | Diretor(es)     | Notas                        | Ref.  |
| ---- | ----------------------------------- | ---------------- | --------------- | ---------------------------- | ----- |
| 2014 | A Midsummer Night's Dream           | Rude Elemental   | Jullie Taymor   | Filmado durante peça teatral | [ 3 ] |
| 2016 | 37                                  | Debbie Bernstein | Puk Grasten     |                              | [ 4 ] |
| 2017 | It                                  | Beverly Marsh    | Andy Muschietti |                              | [ 5 ] |
| 2019 | Nancy Drew and the Hidden Staircase | Nancy            | Katt Shea       |                              | [ 6 ] |
| 2019 | It Chapter Two                      | Beverly Marsh    | Andy Muschietti |                              | [ 7 ] |
| 2020 | Uncle Frank                         | Beth             | Alan Ball       |                              | [ 8 ] |
| 2020 | Gretel & Hansel                     | Gretel           | Oz Perkins      |                              | [ 9 ] |

#### Curtas-metragens
| Ano  | Título                             | Papel     | Diretor(es)    | Notas                                                 | Ref.   |
| ---- | ---------------------------------- | --------- | -------------- | ----------------------------------------------------- | ------ |
| 2013 | The Lipstick Stain                 | Addie     | Dagny Looper   |                                                       | [ 10 ] |
| 2016 | The Garden                         | Luc       | Natalia Iyudin |                                                       | [ 11 ] |
| 2017 | The War On Drugs - Nothing To Find |           | Ben Fee        | Videoclipe para "Nothing To Find" de The War On Drugs | [ 12 ] |
| 2017 | Sia - Santa's Coming for Us        | Ela mesma |                | Videoclipe para "Santa's Coming for Us" de Sia        | [ 13 ] |
| 2017 | Tiny Mammals                       | Sophia    | Dagny Looper   |                                                       | [ 14 ] |

### Televisão
| Ano  | Título                  | Papel         | Notas       | Ref.   |
| ---- | ----------------------- | ------------- | ----------- | ------ |
| 2018 | Sharp Objects           | Young Camille | 8 episódios | [ 15 ] |
| 2020 | I Am Not Okay With This | Sydney Novak  | 7 episódios | [ 16 ] |
| 2020 | Acting for a Cause      | Helen         | 1 episódio  | [ 17 ] |

## Lançamentos futuros
| Ano  | Título             | Papel | Diretor(es)     | Formato        | Notas           | Ref.   |
| ---- | ------------------ | ----- | --------------- | -------------- | --------------- | ------ |
| 2021 | The Burning Season | Celia | Claire McCarthy | Longa-metragem | Em pré-produção | [ 18 ] |
|      | The Thicket        |       | Elliot Lester   | Longa-metragem | Em pré-produção | [ 19 ] |